# Wólka Stara Kijańska
Wólka Stara Kijańska – wieś w Polsce położona w województwie lubelskim, w powiecie lubartowskim, w gminie Ostrów Lubelski.
Prywatna wieś szlachecka, położona w województwie lubelskim, w 1739 roku należała wraz z folwarkiem do klucza Kijany Lubomirskich. W latach 1975–1998 miejscowość administracyjnie należała do ówczesnego województwa lubelskiego.
Wieś stanowi sołectwo gminy Ostrów Lubelski. Według Narodowego Spisu Powszechnego (III 2011 r.) wieś liczyła 259 mieszkańców.
Wierni Kościoła rzymskokatolickiego należą do parafii  św. Teresy od Dzieciątka Jezus w Rozkopaczewie.
| SIMC    | Nazwa      | Rodzaj    |
| ------- | ---------- | --------- |
| 0389096 | Stara Wieś | część wsi |
| 0389073 | Borek      | część wsi |
| 0389080 | Serbia     | część wsi |

## Demografia
| 1998 | 2002 | 2009 | 2011 | 2021 |
| ---- | ---- | ---- | ---- | ---- |
| 281  | 262  | 261  | 259  | 249  |

Dane na 2011 rok
| Opis                                | Ogółem | Ogółem | Kobiety | Kobiety | Mężczyźni | Mężczyźni |
| ----------------------------------- | ------ | ------ | ------- | ------- | --------- | --------- |
| Jednostka                           | osób   | %      | osób    | %       | osób      | %         |
| Populacja                           | 259    | 100    | 119     | 45,95   | 140       | 54,05     |
| Wiek przedprodukcyjny (0–17 lat)    | 50     | 19,31  | 19      | 7,34    | 31        | 11,97     |
| Wiek produkcyjny (18–65 lat)        | 153    | 59,07  | 60      | 23,17   | 93        | 35,91     |
| Wiek poprodukcyjny (powyżej 65 lat) | 56     | 21,62  | 40      | 15,44   | 16        | 6,18      |